# Painted Lady
Painted Lady — студийный альбом американской певицы Эбби Линкольн, записанный в феврале 1980 года в парижской студии Star’s Music Studio при участии саксофониста Арчи Шеппа, трубача Роя Берроуза, пианиста Хилтона Руиза, басиста Джека Грегга и барабанщика Фредди Уэйтса. В данном релизе Линкольн также использует псевдоним Амината Мосека.
Релиз альбома состоялся в том же году во Франции на лейбле Blue Marge. В 1981 году альбом был издан в Соединённых Штатах лейблом Inner City Records под названием Golden Lady, а в 1987 году — в Германии лейблом ITM Records, но с оригинальным названием и другой обложкой.

## Отзывы критиков
| Оценки критиков                     | Оценки критиков |
| Источник                            | Оценка          |
| ----------------------------------- | --------------- |
| AllMusic                            | [ 3 ]           |
| The Encyclopedia of Popular Music   | [ 4 ]           |
| The Rolling Stone Jazz Record Guide | [ 5 ]           |

Кен Драйден из AllMusic написал: «На момент этой сессии 1980 года в Париже Эбби Линкольн было под сорок, но её голос был почти не изношен, если не считать чуть более выраженного вибрато. Скудные примечания к обложке не дают представления о том, как возникла эта сессия или выбор музыкантов, и временами царит такая неформальная атмосфера, что можно подумать, что это была репетиция перед датой записи или концертом».

## Список композиций
1. «Sophisticated Lady» (Митчелл Пэриш, Дюк Эллингтон, Ирвинг Миллс) — 7:45
2. «Golden Lady» (Стиви Уандер) — 9:30
3. «Painted Lady on the Stage» (Эбби Линкольн) — 5:15
4. «Throw It Away» (Эбби Линкольн) — 6:35
5. «What Are You Doing the Rest of Your Life» (Алан Бергман, Мэрилин Бергман, Мишель Легран) — 9:30
6. «Caged Bird» (Эбби Линкольн) — 6:15

## Участники записи
- Бас-гитара — Джек Грегг
- Вокал — Эбби Линкольн
- Запись, монтаж, сведение — Эмиль Флок, Жан-Клод Талар
- Продюсер — Эмиль Де Ла Тур, Жерар Терроне, Одиль Терроне, Эрик Терроне
- Саксофон — Арчи Шепп
- Труба — Рой Берроуз
- Ударные — Фредди Уэйтс
- Фортепиано — Хилтон Руис